# Бікувек
Бікувек (пол. Bikówek) — село в Польщі, у гміні Груєць Груєцького повіту Мазовецького воєводства.
Населення — 214 осіб (2011).
У 1975-1998 роках село належало до Радомського воєводства.

## Демографія
Демографічна структура станом на 31 березня 2011 року:
|          | Загалом | Допрацездатний вік | Працездатний вік | Постпрацездатний вік |
| -------- | ------- | ------------------ | ---------------- | -------------------- |
| Чоловіки | 102     | 24                 | 64               | 14                   |
| Жінки    | 112     | 20                 | 64               | 28                   |
| Разом    | 214     | 44                 | 128              | 42                   |